# Rugāji (novads)
Rugāji est un ancien novads de Lettonie, situé dans la région de Latgale.  Créé en 2009, il est supprimé en 2021 et fusionné dans le novads de Balvi.

## Historique
La municipalité de Rugāji (en letton : Rugāju novads) est formée en 2009, dans le cadre de la réforme du rajons de Balvi, par la fusion de la paroisse de Rugāji et de la paroisse de Lazdukalns, le centre administratif étant Rugāji. En 2009, sa population est de 2 679 habitants et, en 2020, la municipalité compte 2 088 habitants.
Après la réforme administrative et territoriale de 2021, elle est supprimée et incorporée dans le nouveau novads de Balvi. 